# Alma Delia Fuentes
Alma Delia Susana Fuentes González (Ciudad de México, 22 de enero de 1937-Ciudad de México, 2 de abril de 2017) fue una actriz mexicana. 
Entre sus trabajos más destacados se encuentra su participación en las películas; Una familia de tantas (1948), Los olvidados (1950), Historia de un corazón (1951), A.T.M. A toda máquina! (1951), Mi esposa y la otra (1952), Escuela para solteras (1965), y Las bestias jóvenes (1969).

## Biografía y carrera

### Primeros años
Alma Delia Susana Fuentes González nació el 22 de enero de 1937 en Ciudad de México.

### Incursión como actriz infantil y matrimonio
En 1945, a los ocho años de edad, debutó como actriz infantil durante la filmación de Sinfonía de una vida, una película perteneciente a la Época de Oro del cine mexicano estrenada en 1946 en la que se le dio un papel secundario. Un año después, participó en la cinta La barca de oro, e incursionó en el teatro con la Compañía de Teatro Infantil de Bellas Artes, bajo la dirección de Clementina Otero. En 1949, se incorporó al Teatro Estudiantil Autónomo (TEA), con el que realizó numerosas funciones en parques y plazas públicas, ese mismo año actuó en dos cintas definitivas en su carrera: Una familia de tantas, de Alejandro Galindo, con Fernando Soler, Martha Roth, David Silva e Isabel del Puerto, y Allá en el Rancho Grande (1949), en su segunda versión, con Jorge Negrete, Lilia del Valle, Eduardo Noriega y Armando Soto La Marina. Es gracias a estas cintas como el público la identifica, y al año siguiente el director de cine español Luis Buñuel la elige para que trabaje con él en su cinta Los olvidados (1950), cinta que triunfa en el Festival de Cannes y por la que Alma Delia es más recordada, en el papel de "Meche". Gracias a esta película, recibe una nominación a los Premios Ariel en la categoría de actuación infantil, pero gana el premio su compañero de reparto Alfonso Mejía. En 1951, el director de cine Julio Bracho le da un papel en su película Historia de un corazón, protagonizada por Rosario Granados; gracias a este film, gana finalmente el Premio Ariel.[cita requerida]
Luego de la obtención de este premio, comenzaron a llegarle oportunidades de trabajo a la actriz y es así como participa con actores y actrices notables de la época en diversas cintas como A.T.M. ¡A toda máquina! (1951), Mi esposa y la otra (1952), y Las tres perfectas casadas (1953). 
Cerca de 1954, a los 17 años de edad, se casó con Julio Azcárraga, primo de Emilio Azcárraga Milmo, con quien tuvo cuatro hijos: Alma Delia, Ana Rosa, Bertha Eugenia y Julio Azcárraga Fuentes. Lo anterior encausó a su prematuro retiro como actriz.

### Regreso a la actuación
Tras divorciarse de Azcárraga en fecha no revelada, regresó a la actuación ocho años después, convencida por Ernesto Alonso, quien la invitó a trabajar en su telenovela Las momias de Guanajuato (1962). Al poco tiempo, también volvió al cine, en cintas como El extra (1962), La risa de la ciudad (1963), Furia en el edén (1964), Escuela para solteras (1965), Cargamento prohibido (1966), El ángel y yo (1966), y Blue Demon, destructor de espías (1968). 
En 1972, decidió retirarse definitivamente del medio artístico para dedicarse a cuidar de sus hijos. Alrededor de estas fechas, contrajo matrimonio por segunda ocasión, esta vez con el actor Rafael del Río. No tuvieron hijos y se divorciaron en fecha desconocida.

### Vida posterior
Luego de su retiro, no se tuvieron más noticias de la actriz hasta que se supo que vivía en la indigencia en lo que había sido su mansión en el municipio de Naucalpan de Juárez, en Estado de México. Su estado de abandonó era extremo, al grado de vivir entre abundante suciedad, teniendo muebles rotos con moho, hongos e insectos, ropa desgastada, contando con poca comida, viviendo con un perro pug, gatos a los que solía alimentar, y un perico, y usar como dormitorio el garaje de su residencia en ruinas.

## Muerte
El 2 de abril de 2017, Fuentes falleció a los 80 años de edad, a causa de sepsis y osteomielitis. Su cuerpo fue cremado en el Panteón Civil de San Nicolás Tolentino, y sus cenizas fueron entregadas a su hija Alma Delia Azcárraga Fuentes.

## Filmografía parcial
- Los olvidados (1950)
- El extra (1962)
- La risa de la ciudad (1963)
- Cada oveja con su pareja (1965)
- La cigüeña distraída (1966)
- Fallaste corazón (1970)

## Premios y nominaciones

### Premios Ariel
| Año  | Categoría          | Película               | Resultado |
| ---- | ------------------ | ---------------------- | --------- |
| 1951 | Actuación Infantil | Los olvidados          | Nominada  |
| 1952 | Actuación Juvenil  | Historia de un corazón | Ganadora  |
| 1953 | Actuación Juvenil  | Mi esposa y la otra    | Nominada  |